# Крушћичко језеро
Крушћичко језеро (Језеро Крушчица, Крушчица, Крушићко језеро, Крушћица) је вјештачко језеро у Лици, у близини насеља Млакве, у Републици Хрватској.

## Географски положај
Крушћичко језеро се налази у Лици, које је административно подијељено између града Госпића и општине Перушић, у Личко-сењској жупанији.

## Географске карактеристике
Укупна површина језера је 3,9 km², док је његова надморска висина 554 метара над морем. Језеро је седмо по величини у држави. Крушћичко језеро је настало изградњом бране у доњем дијелу тока ријеке Лике шездесетих година 20. вијека за потребе ХЕ Сењ, која је пуштена у погон 1965. године и ХЕ Склопе, пуштена у погон 1970. године, и која користи воду из ријеке Лике, откуд вода утјече у језеро гдје је смјештена ова хидроелектрана. Име је добило по селу Крушчица које је потопљено, а становништво исељено у околне крајеве.
У језеру се могу наћи разне врсте риба, као што су: сом, штука, шаран, лињак, амур, гргеч, клен.